# Педила
Педила је у грчкој митологији била нимфа.

## Митологија
Хигин је наводи као једну од нисејских нимфи, чије име дословно значи „дама са сандалама“. Била јој је поверена улога, као и другим нимфама, да чува малог Диониса.

## Друго значење
Педила је и назив за крилату обућу бога Хермеса. У ликовној уметности архајског периода, Хермес је углавном приказиван као старији мушкарац и са дубоком путничком обућом. Тек од средине  века п. н. е. он се представља као младић са крилатом обућом. Његове представе су се у даљем периоду мењале, а од средине  века п. н. е. у хеленистичко-римској уметности обавезно се приказује са крилатим сандалама. Ова обућа се помиње и у митовима; тако Хермес помаже Персеју јер му даје крилату обућу и капу невидљивку.